# شاکر سعیدوف
شاکر سعیدوف (ترکی آذربایجانی: Şakir Seyidov؛ زادهٔ ۳۱ دسامبر ۲۰۰۰) بازیکن فوتبال است.
وی همچنین در تیم‌های ملی فوتبال زیر ۱۷ سال جمهوری آذربایجان، زیر ۱۹ سال جمهوری آذربایجان، و زیر ۲۱ سال جمهوری آذربایجان بازی کرده‌است.